# Johnny Powers
Johnny Powers (* 25. Mai 1938 in Detroit, Michigan als John Leon Joseph Pavlik; † 16. Januar 2023 in Royal Oak, Michigan) war ein US-amerikanischer Rockabilly-Sänger.

## Karriere
Powers trat 1953 im Alter von 15 Jahren der Country-Band seines Bruders, Jimmy Williams and the Drifters, als Gitarrist bei. Aufgrund der Begeisterung für Carl Perkins und Elvis Presley begann Powers, immer mehr Rock-’n’-Roll-Elemente in seinen Stil einzuarbeiten.
Bis 1955 trat Powers unter seinem Geburtsnamen auf. Die Idee zu dem Künstlernamen kam der Mitinhaberin des Labels Fortune Records, Devora Brown, während der Aufnahme zu Honey let’s go, als sie Johnny in der Pause einen „Power-House“-Schokoriegel essen sah.
Powers veröffentlichte einige Singles auf dem Label Fox Records, darunter auch sein bekanntestes Stück Long Blond Hair. Nach dem Konkurs von Fox wechselte Powers 1959 Powers zu Sun Records, die unter der Nummer 327 die Single With Your Love – With Your Kiss / Be Mine, All Mine veröffentlichten.
1960 traf Powers Berry Gordy und wechselte für die kommenden fünf Jahre als erster weißer Musiker zu Motown Records. Johnny Powers ist damit der einzige Interpret, der bei den beiden klassischen Plattenlabels Sun und Motown unter Vertrag stand.
Powers ist Mitglied der Rockabilly Hall of Fame und war bis zuletzt auf Tour durch die USA und Europa.

## Diskografie

### Singles
| Jahr | Titel A                        | Titel B                 | Plattenfirma   | Cat#   | Anmerkungen             |
| ---- | ------------------------------ | ----------------------- | -------------- | ------ | ----------------------- |
| 1956 | Honey, Let’s Go                | Your Love               | Fortune        | 199    |                         |
| 1957 | Long Blond Hair                | Rock Rock               | Fox Record Co. | GB-916 |                         |
| 1959 | With Your Love, With Your Kiss | Be Mine All Mine        | Sun            | 327    |                         |
| 1964 | Honey, Let’s Go                | Rock The Universe       | Hi-Q           | 5044   | B-Seite von Dell Vaughn |
| 1992 | Mama Rock                      | New Spark               | Norton         | 45-016 |                         |
| 1979 | Waitin’ For You                | Me And My Rhythm Guitar | Sun            | 604    | Re                      |

### Alben
- 1990: Let It Rock (SunJay)
- 1993: A New Spark (For An Old Flame) (City Hall)
- 1997: Rockabilly Blast! Live (Rollercoaster)